# Porzellanfabrik Hertwig & Co.

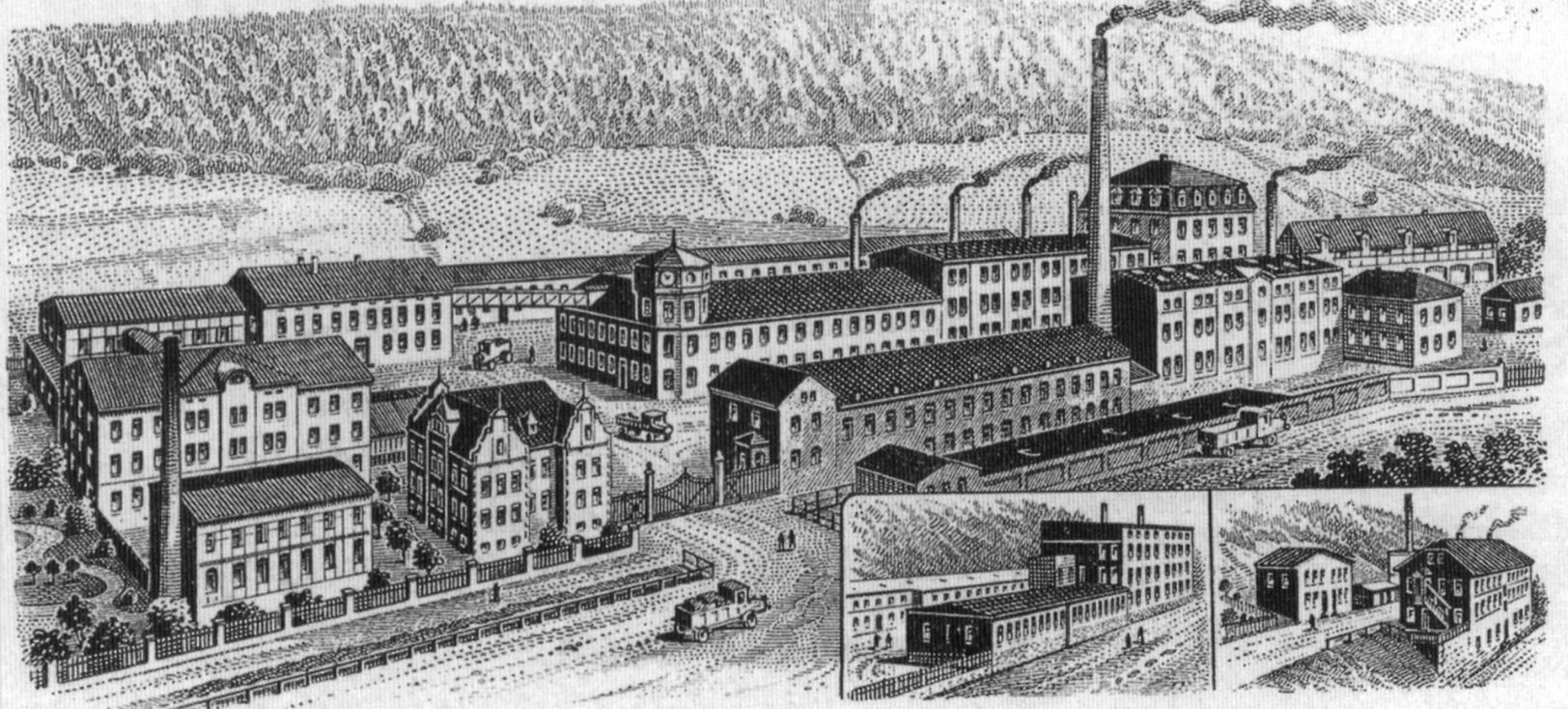
Ansicht der Fabrik Hertwig & Co. in Katzhütte, 1920er Jahre.

Die Porzellanfabrik Hertwig & Co. bestand von 1864 bis 1990 im thüringischen Katzhütte. Ab 1958 wurde sie als VEB Zierkeramik Katzhütte geführt.

## Geschichte
Christoph Hertwig und sein Schwager Benjamin Beyermann betrieben in der Mitte des 19. Jahrhunderts in Großbreitenbach ein Ladengeschäft und eine Porzellanmalerei, wofür sie Porzellan selbst herstellen wollten. Ihr Antrag auf eine Konzession zur Porzellanherstellung dort wurde vom zuständigen Ministerium des Fürstentums Schwarzburg-Sondershausen jedoch abgelehnt. Im Fürstentum Schwarzburg-Rudolstadt waren sie schließlich mit einem Antrag erfolgreich. 1864 kauften Hertwig und Beyermann zusammen mit Carl Birkner das Gelände des stillgelegten Unteren Hammerwerkes in Katzhütte, einem der ärmsten Orte des Landes, wo sie eine Porzellanfabrik errichteten und nach verschiedenen Testläufen ein Jahr später die Serienproduktion von Luxus- und Phantasieartikeln wie Figuren, Dosen, Puppenköpfen und Pfeifenstummeln für ihre Porzellanmalerei in Großbreitenbach begannen. Von 1877 bis 1887 war Reinhard Möller als Modelleur von Büsten für die Manufaktur tätig.
Carl Birkner, dem die technische Leitung des Betriebes Schwierigkeiten bereitet hatte, verkaufte seine Anteile 1866. Beyermann starb durch Suizid, nachdem er bei einem Brand sein Hab und Gut verloren hatte. Ab 1868 war Christoph Hertwig damit alleiniger Besitzer der Porzellanfabrik in Katzhütte. Er verstarb  am 15. November 1886, wonach seine Söhne Carl und Friedrich das Geschäft übernahmen. Die Manufaktur erlebte nun einen Aufschwung. Die Brüder erweiterten die Produktion um Heiligenartikel und Nankingpuppen. Die Puppen bestanden aus einem mit Sägemehl gefüllten Baumwollkörper mit Armen, Beinen und Köpfen aus Bisquitporzellan. Diese Artikel wurden hauptsächlich nach Amerika, Kanada, England und Paris geliefert und trugen Namen wie Agnes, Daisy, Florence, Mabel und andere. Um 1890 beschäftigte die Fa. Hertwig & Co. etwa 300 Fabrikarbeiter und 600 Heimarbeiter in den Katzhütte umgebenden Ortschaften und war damit einer der größten Arbeitgeber im oberen Schwarzatal. Die tägliche Puppenproduktion lag bei etwa 24.000 Stück. Für seine Arbeiterschaft hatte die Firma eine Krankenkasse und eine Badeanstalt eingerichtet.
Ab 1900 stellte die Firma auch Porzellanfiguren im Jugendstil und später auch im Stil des Art déco her. Zu den Formgestaltern zählte unter anderem der Bildhauer Stephan Dakon. 1911 eröffnete Hertwig & Co. in Meuselbach eine Zweigstelle. In den Jahren 1907, 1913 und 1930 lag die Zahl der Beschäftigten bei 500. Während der Weltwirtschaftskrise fuhr die Firma die Porzellanproduktion zurück und stellte 1936 auf Feinsteingutproduktion um. Das Unternehmen wurde mit der Einführung eines mechanisierten Produktionsprozess modernisiert und umstrukturiert, wonach die Zahl der Mitarbeiter des Unternehmens 1937 auf 400 sank. Im Sortiment befanden sich nun hauptsächlich Tierfiguren, Puppen und später auch Gebrauchsporzellan wie Milchkrüge und Teller. Zu diesem Zeitpunkt wurde der Betrieb von Ernst und Hans Hertwig geleitet, den Söhnen von Karl und Friedrich. Das Unternehmen überstand den Zweiten Weltkrieg unbeschadet. Die Produktpalette wurde zunächst auf Dekorations- und Gebrauchskeramik reduziert. Der Urenkel des Firmengründers Ernst Friedrich Hertwig leitete die Firma bis 1958.
Danach wurde die Firma in als Volkseigener Betrieb VEB Zierkeramik Katzhütte verstaatlicht und die Produktpalette auf Dekorationskeramik reduziert. In den frühen 1980er Jahren wurde auf dem Werksgelände ein in Vergessenheit geratenes Archiv mit alten Ausstellungsstücken in Musterkartons wiederentdeckt. Zur Beschaffung westlicher Devisen verkaufte eine Staatsfirma der DDR auf Auktionen in Berlin und London die meisten der Kartons an verschiedene unbekannte private Käufer. Nach der Deutschen Wiedervereinigung wurde der heruntergewirtschaftete Betrieb 1990 geschlossen.